# Теорема Пуансо
Теорема Пуансо — основная теорема статики о приведении произвольной системы сил, действующих на твёрдое тело, к силе и паре сил. Процесс замены системы сил одной силой и парой сил называют приведением системы сил к заданному центру приведения.

## Формулировка
Пространственную систему сил, действующих на твёрдое тело, можно привести к силе, равной главному вектору системы сил, и паре сил, векторный момент которой равен главному моменту системы сил относительно центра приведения. Здесь главным вектором системы сил называется векторная сумма заданных сил, приложенная в центре приведения, главным моментом заданной системы сил относительно центра приведения называют векторную сумму моментов всех сил системы относительно точки приведения.